# Grobnica
Grobnica je građevina čija je glavna namjena čuvanje posmrtnih ostataka umrle osobe ili osoba. Predstavlja nešto uži pojam od groba, koji predstavlja svako mjesto u kojoj je pokopano tijelo, odnosno pod time se obično podrazumijevaju strukture koje se nalaze pod zemljom ili nad zemljom sagrađene od kamena ili drugog materijala, te koje mogu sadržavati nadgrobne spomenike, ploče i slične ukrase. 